# Desencarnação
Desencarnação (ou desencarne) é o termo utilizado na doutrina espírita para designar o processo de separação entre o espírito e o corpo físico. Esse fenômeno marca o fim da vida material e o retorno do espírito ao plano espiritual, de acordo com a visão proposta por Allan Kardec no O Livro dos Espíritos.

## Visão espírita
Segundo o Espiritismo, a desencarnação é uma etapa natural da existência e ocorre quando cessa a atividade biológica do corpo. O espírito, envolvido por seu perispírito, gradualmente se desliga do organismo físico. A duração e a forma desse desligamento dependem de vários fatores, como o grau de apego material, o tipo de morte e o desenvolvimento moral do indivíduo.
Allan Kardec afirma que:
“A alma se desprende gradualmente, não se escapa como um pássaro cativo… Esses dois estados se tocam e confundem, de sorte que o Espírito se solta pouco a pouco dos laços que o prendiam…”

## Processo espiritual
Durante e após a desencarnação, o espírito pode passar por um período de perturbação espiritual — um estado de confusão causado pela transição entre os planos. A intensidade dessa perturbação varia conforme a elevação espiritual do indivíduo.
Kardec também descreve a confusão inicial do espírito diante do corpo inerte:
“Crê não estar morto, porque se sente vivo; vê a um lado o corpo… mas não compreende que esteja separado dele.”
Após o desligamento, muitos espíritos são acolhidos em colônias espirituais, onde recebem assistência, repouso e orientações dos chamados espíritos benfeitores. Lá, são preparados para futuras encarnações ou atividades no plano espiritual.
Kardec também ressalta que o sofrimento físico da morte é, muitas vezes, superestimado:
“O corpo muitas vezes sofre mais durante a vida do que no momento da morte; a alma nenhuma parte toma nisso.”

## Terminologia
O uso do termo desencarnação é preferido entre os estudiosos e divulgadores do Espiritismo por remeter à ideia de libertação do espírito. A palavra desencarne, embora bastante usada, é considerada um sinônimo menos técnico ou mais coloquial.